# The Mantle
The Mantle är det andra studioalbumet med det amerikanska black metal-bandet Agalloch, utgivet 2002 av skivbolaget The End Records. Albumet är en kombination av flera olika musikaliska idéer och genrer. Som Agallochs första studioalbum, Pale Folklore, innehåller The Mantle tunga elektriska gitarriff samt akustiska gitarrer, inspirerad av skandinaviska band som Ulver och Katatonia.

## Låtlista
1. "A Celebration for the Death of Man..." (instrumental) – 2:24
2. "In the Shadow of Our Pale Companion" – 14:44
3. "Odal" (instrumental) – 7:38
4. "I Am the Wooden Doors" – 6:10
5. "The Lodge" (instrumental) – 4:39
6. "You Were But a Ghost in My Arms" – 9:13
7. "The Hawthorne Passage" – 11:17
8. "...and the Great Cold Death of the Earth" – 7:13
9. "A Desolation Song" – 5:07

- Text och musik: John Haughm (spår 1–9), Don Anderson (spår 2, 6–9), Jason William Walton (spår 4, 6, 7)

## Medverkande
Musiker (Agalloch-medlemmar)
- John Haughm (John Lewis Ham) – sång, elgitarr, akustisk gitarr, percussion, sampling
- Don Anderson – elgitarr, akustisk gitarr, piano
- Jason William Walton – basgitarr

Bidragande musiker
- Ty Brubaker – kontrabas, dragspel
- Neta Smollack – sampling
- Aaron Sholes – sampling
- Danielle Norton – trombon
- Ronn Chick – keyboard, mandolin, percussion

Produktion
- John Haughm – producent, omslagsdesign, foto
- Ronn Chick – producent, ljudtekniker, ljudmix, mastering
- Aaron Sholes – omslagsdesign